# アバンテ
アバンテは田宮模型（現・タミヤ）が生産していた電動ラジコンバギー、およびそれを原型とするミニ四駆(後述)の車種シリーズである。
1988年3月31日発売。キット価格34,800円。
田宮模型の電動ラジコンバギーとして、レース専用をうたった初の製品である。駆動効率や整備性の向上を目指し、さまざまな新機軸が導入された。また、軽量化や安定性向上を目指し、多数のオプションが販売された。試作オプションを組み込んだ改良試作車が、1988年（昭和63年）の電動オフロードカー全日本選手権で7位入賞を果たし、イグレスの原型となった。また、同社製バギーモデルとして唯一、前後サスペンションにマルチリンク式を採用したモデルでもある。

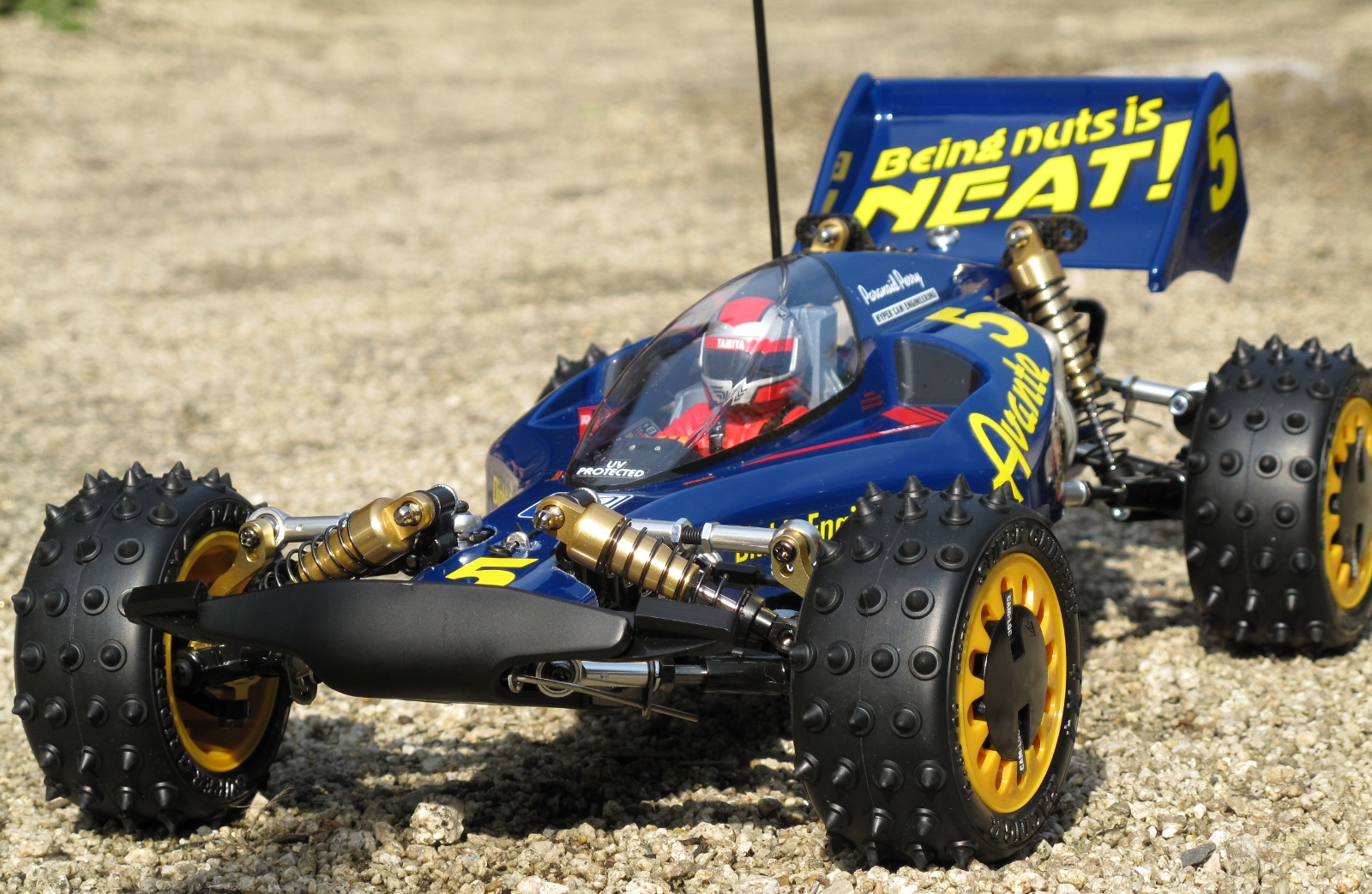
アバンテ　（写真は2011年に販売された復刻モデル 『アバンテ（2011）』）

## メカニズム
- シャーシ構造：FRP板ダブルデッキ構造（オプションでカーボンロングシャシーセットOP.38あり）、ギアBOXの素材にガラス繊維強化ABS使用
- フロントサスペンション：マルチリンク式（サスアーム保護機構装備）、ダイヤフラム式オイルダンパー装備（コイルオーバー）、アルミ製ピロボール使用
- 前後タイヤ：インナースポンジ入り中空ラバー、ピンスパイクパターン
- リヤサスペンション：マルチリンク式（ロワアームがトレーリングタイプでトー変化を発生する）、ダイヤフラム式オイルダンバー装備（コイルオーバー）、アルミ製ピロボール使用

（但しリアロアアームのトーコントロールロッドのシャーシ側取り付け位置がイグレスおよびアバンテ2001とは異なり、これら2車種がロアデッキ側へ接続となるのに対し、アバンテはアッパーデッキ側へ接続）
- 駆動方式：シャフト駆動式4WD
- モーター：マブチRX540VZをミッドシップ、後部ギアボックス左に縦置きに搭載
- デファレンシャルギア：フロントおよびリア…プラネタリー式（オプションでボールデフタイプ有）、センター…ボールスラスト式　※ボールタイプはLSD効果を発生する
- 搭載バッテリー（別売り）：7.2Vストレートパックを車体ほぼ中央に縦置きで搭載
- ボディ：ポリカーボネート製、アンダーカウル付属

## 車名の由来
英語およびフランス語で「前衛的な」を意味するavantに由来する。
レースにおいて他社製品に対抗できる車体をとの願いを込め、命名されたといわれている。

## アバンテ開発に至る背景
1980年代、マイティフロッグ、グラスホッパー、ホーネットなどの相次ぐ発売によって盛り上がりを見せていたラジコンオフロードバギーのカテゴリーは、1985年のホットショット発売を契機に爆発的なブームに発展した。タミヤRCカーグランプリや『月刊コロコロコミック』など巧みなメディアミックス戦略と共に、ブームを引っ張ったのが全国各地で開催されたラジコンレースである。フォーミュラ1や世界ラリー選手権が実車の技術開発と販促に多大な貢献をするのと同様、ラジコンレースは単なる遊びの場ではなく、メーカーにとって技術をフィードバックし、顧客である少年達に自社のマシンをプロモーションする場であった。
実際、この戦略は効果的であった。圧倒的な企業規模とブランド力を持つタミヤに対抗する為、当時最もレースを活用したのが京商と横堀模型(現ヨコモ)である。それぞれ京商オプティマ、ヨコモドッグファイターを元に、大幅に改造したプロトモデルを世界選手権に投入し、両社で表彰台を独占した。その後、レースで活躍したマシンを「世界選手権優勝」の売り文句で発売し、それらは大いに売れた。特に当時の横堀模型は企業規模も小さく、初代ドッグファイターを見れば分かるように開発力も十分ではなかったが、レースタイムと共にのし上がり、ワークスチームに参加した広坂正明・正美親子のカリスマ性もあって、今日では主要なラジコンメーカーとなっている。
このような状況にタミヤは一歩引いた態度を取っていた。元々、自社が運営するラジコン大会「タミヤグランプリ」における他社製品を排除したレギュレーションに象徴されるような囲い込み的傾向があり、またタミヤの哲学として「美しさ」と「組み立てやすさ」を両輪にしている以上、全てを犠牲にして速さだけを追求するレースシーンはタミヤにとって好ましいものではなかった。
だが、ラジコンレースがますます存在感を増す中で、世界的なレースで活躍できないタミヤ車に対し子供たちから、「タミヤ車は遅い」「性能が良くない」という悪評が立つに至り、もはや看過できない状況となった。そこでタミヤが「速さ」と「美しさ」という相反する目標を両立するべく、全精力を傾けて開発したマシンがアバンテである。当時同社から発売されていた1/12サイズのオフロードRCカー「ポルシェ・959」をベースに作られたため非常にコンパクトな前後デフサイズとなり、あのスマートで美しいマシンに仕上げる事が可能となった。
その「速さ」への追求が社内で「TRF（タミヤレーシングファクトリー）」を設立することとなる。本来「TRF」は、このアバンテのテストチームとして設立されたものだった。

## 長所

### 高い駆動効率
アバンテ最大の長所は、従来製品を大きく凌ぐ駆動効率である。当時の電動4WDラジコンバギーは、京商オプティマシリーズやヨコモスーパードッグファイターをはじめベルト駆動が全盛であり、タミヤ伝統のシャフト駆動は駆動効率の面で不利と言われていた。田宮模型の技術陣は、この欠点を乗り越えるべく、従来よりもピッチの細かなギアを全面的に導入したり、プロペラシャフトをオフセット配置にし、また同社製電動ラジコンバギーとして初めてユニバーサルシャフトを採用するなど、さまざまな工夫を凝らした。その結果、付属のRX540VZをはじめ、より大出力のモーターにも対応できるようになり、全日本選手権レースで上位入賞する原動力ともなったのである。これらの工夫は、のちのトップフォースなどにも多大な影響を与えている。

### 優れた整備性
駆動効率の向上とともに課題となっていたのは、整備性の向上である。これまでの田宮模型の電動ラジコンバギーでは、ギアボックス内部を点検するために、ギアボックス全体を外して分解しなければならなかったが、アバンテではメンテナンスハッチをフロントに1箇所、リアに2箇所設けることで、ギアボックスを外すことなく内部の点検が可能になった。このアイディアは、現在に至るまで同社製の電動ラジコンカーの多くに採用されている。

## 短所

### 空振りに終わったアイデア
アバンテで導入された新機軸のなかには、結果として失敗に終わったものも多々ある。可変式ウイングマウントはその複雑さの割に効果を得られず壊れやすかった、カムロック式ホイールもホイールの慣性重量を増やす上に耐久性も低かった。耐久性向上を目指し金属製アームで構成されたマルチリンク式サスペンションは、フロントロアアームに衝撃吸収機構を備えていたとはいえその金属製アームが災いしてむしろ破損しやすく、その上バネ下重量の増大、アームの緩みからくるホイールアライメントの狂いを招くなど、外見とは裏腹にアバンテの主な短所の1つとなってしまった。改良試作車の実戦テストを経て、バンキッシュ以降の同系列車体では、これらの複雑でオーバーデザインな構造は全て廃止または簡素化された。
なお、特に発売開始直後のモデルは軽い接触やジャンプの着地など他車種なら何ら問題の起きないレベルの負荷にも耐えられず折損事故が多発したことから、発売後約3ヶ月後出荷分からリブ増加などの補強の入った強化版とも言える仕様に変更されている。

### 慢性的な安定性不足
バッテリーを車体の前後軸に沿わせて配置したことにより、従来製品よりステアリング時の切れ込みが鋭くなった反面、リア荷重が相対的に減少したことや、コーナリング性能重視のセンターデフが極度の巻き込み現象（オーバーステア）を頻発する結果となった。改良試作車の実戦投入によって、その根本的な原因がホイールベース不足にあることが判明したため、ホイールベースを15mm延長する改良型シャーシが、軽量化サスペンションなどと合わせて「アバンテ・カーボンロングシャーシーセット（ホップアップオプションズ　OP.38）」のコンバージョンキットの形で定価12,400円で販売された。センターデフもより安定性重視のセンターデフロックやセンターワンウェイも導入された。またバンキッシュ以降の同系列車体は、最初からホイールベースを15mm延長して設計された。
なお、この不安定な傾向は、当時のプロポの性能では速すぎる挙動変化に追従出来なかったことの影響もあった

## その後の展開
結局、アバンテは上記に挙げたような価格、そして走行面における構造的問題の多さから、他社のオプティマ、ドッグファイター系の2強マシンの牙城を崩すには至らず、ほぼ1年後に発売されたイグレスにフラグシップモデルの座を明け渡す事になり、僅か1年足らずの販売期間に留まり市場を撤退する事となる。一方、廉価版としてバンキッシュとアバンテ2001を展開したが、皮肉にも軽量で気負いのないこれらのマシンの方が「よく走る」と評判だった。その後、本格バギーモデルとなったマンタレイなどを最後に、バブル崩壊や少子化もありバギーブームは終焉へと向かうこととなった。
だがアバンテが採用した縦置きレイアウトのモーター配置は、ほぼ10年の空白を経て、ツーリングカー用シャーシ「TB-01」の登場などをきっかけに復活する。現在多くのシャフト駆動ラジコンカーがこの構造を採用している。

## 復刻
市場から姿を消したアバンテであったが、その美しいスタイルや専用設計のコンペティションマシンとしての精緻なメカニズムは当時のタミヤオフロードバギーの一つの頂点であり、さらに高額な販売価格、僅か1年という販売期間により流通個体が極めて少なかったため、やがてラジコン愛好家の間では伝説的存在となった。
2005年になって、タミヤはホーネットを皮切りに、ホットショット、ブーメラン、マイティフロッグ、サンダーショット等、かつてラジコンブームを牽引した車種の復刻・販売を開始する。それに伴い、アバンテ復刻の要望がタミヤに殺到したが、他車の復刻のアナウンスが続く中で、同車に関してはなんら動きが見られなかった。
これは金属を多用したサスペンション周り等、他の車種と一線を画したコンペティションマシンとしての精緻な造り、特殊性によるものと言われ、さらに2007年6月には、ダークインパクトの兄弟車としてアバンテの名を冠したアバンテMk.IIが発売されるに至り、アバンテ復刻の実現はもはや困難と見られていた（ただし、アバンテと同様に金属パーツを多用したバギーチャンプは2009年に復刻されている）。そのためインターネットにおけるオークションでは、当時の未組立てのキットが数十万円で取引されるなど、激しく価格が高騰し、『ラジコン界におけるトヨタ2000GT』と言われた。
しかし2010年11月4日、遂にタミヤから2011年2月の復刻販売が正式にアナウンスされた。外観は変えず、現代のテクノロジーにより、当時の弱点を解消したアバンテをリリースするとされており、復刻版の正式名称は「アバンテ（2011）」である。なお、販売価格は57,540円であり、1988年の当時ですら高価なキットであったが、さらに2万円近い値上がりとなった。これは以下に述べるように、シャーシをカーボン素材に変更したことや、新たにジュラルミン削り出しの部品を採用したこと等、数々の改良によるものである。
以下、変更点
- 壊れやすかったフロントサスペンションのハブキャリアを、アルミダイキャストからジュラルミン削り出しに材質変更。
- シャーシの材質を、一般的なFRPからカーボンに変更したことで車体軽量化、捻り剛性向上。
- 薄くて割れやすかったボディは、素材のポリカーボネート板の厚みを増して強度アップ。
- 耐久性が低かったカムロック式ホイールは樹脂の材質を変更。その内部のホイールハブについても、セレーションタイプからピンタイプ、クランプ式に変更したことで、現行車のホイールが装着可能に。
- ダンパーステーもFRPからカーボンに材質変更し強度アップ。さらに形状も左右で一体化されたものとなり、それを新採用のアルミ製マウントブロックと剛結したことで、サスペンション支持剛性が大幅に向上。
- ダンパー最下部にエンドキャップを設け、この中にオイルシールを内蔵することでメンテナンス性を向上。
- ドライブシャフトは駆動効率に優れる前後ユニバーサルジョイント採用。
- バッテリーの搭載位置を見直し、最新のLi-Po（リチウムイオンポリマー）バッテリー、Li-Fe（リチウムフェライト）バッテリーに対応。
- モーターは新開発の「アバンテ・ストックモーター」。オリジナルモデルが装着したテクニゴールドモーターの再生産は不可能であったが、それに近いスペックを持つタミヤ・GTチューンモーターがベースになっている[4]。

なおオリジナル版の設計者である滝文人が、復刻版の監修にも携わっており、「（アバンテ2011は）今だからこそできたアバンテの理想形です」と語っている。また滝博士は、アバンテ2011に対応したオプションについても発売に向けて前向きな発言を行い、実際に「ボールデフ・トルクスプリッターセット」「レーシングステアセット」が純正オプションとして発売された（尚、後述のブラックスペシャルに両方共標準搭載）。
また、2012年1月には限定アイテムとして、下記のミニ四駆版の限定バージョンのスケールアップ版とも言える「アバンテ（2011）ブラックスペシャル」が発売された。前述のオプションに加え、ライトウエイトホイール（専用の蛍光ピンク）およびハイブリッドスパイクタイヤ（共にワイド＆ナロー）を搭載する。

## 同系統の製品
- バンキッシュ：廉価版でありながら走行性能を重視し改良したモデル
- イグレス：アバンテ系最強のフラッグシップモデル
- アバンテ2001：イグレスの廉価版的内容であるが最後発の最も改良が施された、言わば集大成
- ヴァジュラ：アバンテ2011発売後に発表された、久々の系列車となるレーシングトラック。2011をベースにしているが、上記モデル同様にホイールベースを延長。レーシングステアおよびボールデフを装着するもセンターデフはロック仕様となっている。

※アバンテMk.II は別系統(DF-03シャーシ)

## ミニ四駆版

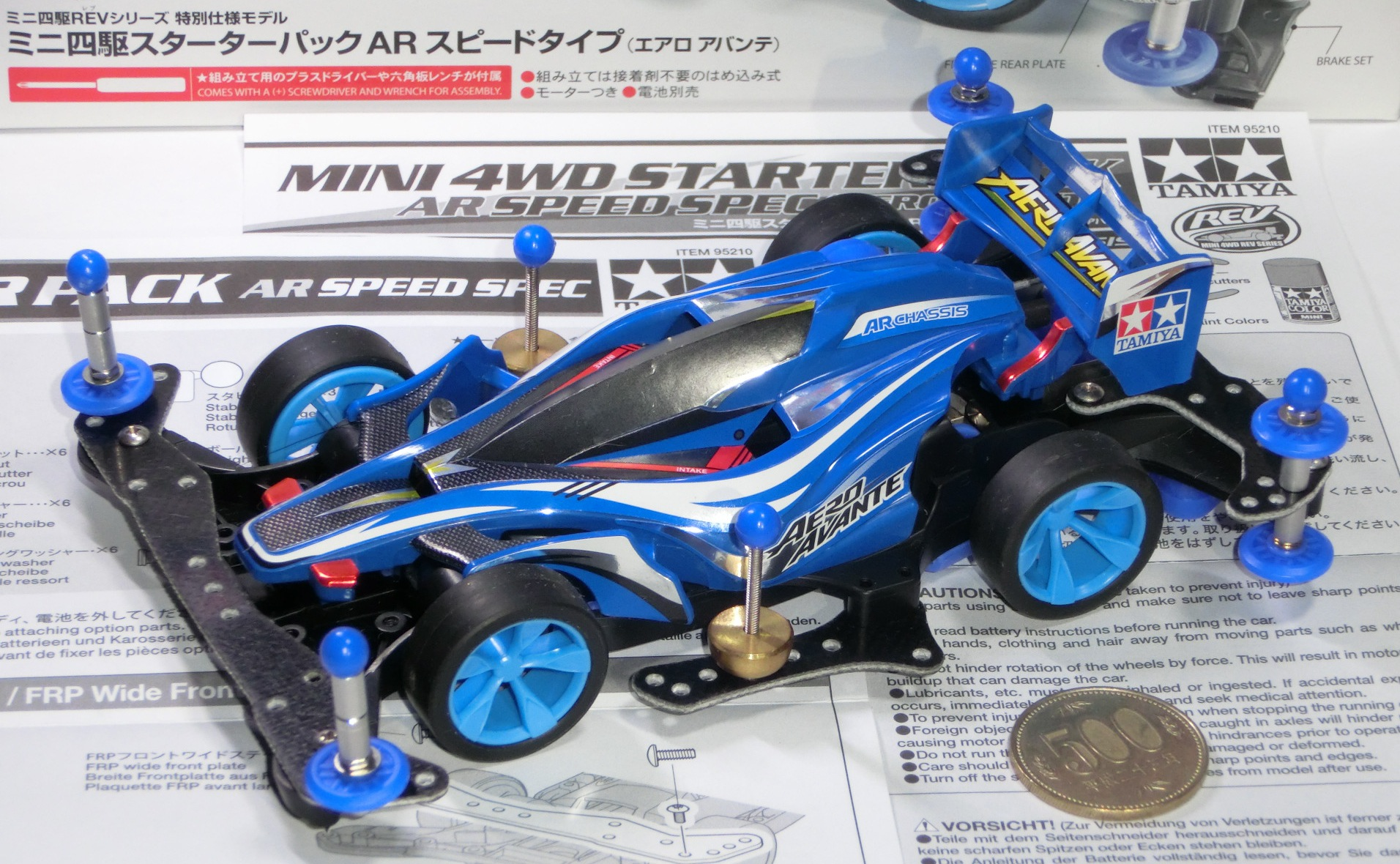
エアロアバンテ（スターターパック）

当時第1次ブーム真っ直中だったミニ四駆にも弟分である「アバンテJr.」が発売された。こちらは、それまでのレーサーミニ四駆の最初のシャーシ（TYPE1シャーシ）から、コースでのレース向けの大幅な設計変更と数々の改善の加わった第2世代のシャーシ（TYPE2シャーシ）を採用したモデルで、発売当初はどの小売店でも入荷待ちとなるほど大人気となり、ミニ四駆売上でも402万台で歴代トップを記録した。
2006年6月、ミニ四駆PROシリーズにてアバンテシリーズとしては久々のニューモデルとなる「アバンテMk.II」がMSシャーシにて発売され、遅れて2007年6月にもダークインパクトやキーンホークと同じDF-03シャーシを採用したRCモデルとして発売された。
2006年12月、アバンテMk.IIの進化版として「アバンテX」が登場した(MSシャーシ)。
2012年7月、ミニ四駆誕生30周年を記念し、ミニ四駆REVシリーズ第1弾として「エアロアバンテ」がARシャーシで登場した。2015年7月にはレース参加に必要な基本的なパーツやドライバーなどをセットにしたスターターパックも発売された。2012年12月にはDF-02シャーシを採用したRCモデルとして、2016年2月にはSU-01シャーシのRCモデルとして発売された。

## 漫画版
こしたてつひろにより燃えろ! ミニ四駆 RC伝説 アバンテ兄弟として月刊コロコロコミックに連載。RCを駆る翔一、ミニ四駆を駆る風太兄弟の活躍を描く。

## 実車化プロジェクト
2015年、「1/1ミニ四駆実車化プロジェクト」を企画しエアロアバンテの実車を制作した。乗員は1名、1.6L空冷水平対向4気筒OHVエンジンを搭載し4速MTミッションを組み合わせ、最高速は180kmに達するとアナウンスされている。
スペック
- 全長 4650mm
- 全幅 2800mm
- 全高 1440mm
- エンジン 1.6L 水平対向4気筒 OHV
- トランスミッション 4速マニュアル
- 乗員 1名